# Hexatoma (Hexatoma) fuscipennis
Hexatoma (Hexatoma) fuscipennis is een tweevleugelige uit de familie steltmuggen (Limoniidae). De soort komt voor in het Palearctisch gebied.